# Osterholzer Hafenkanal

Osterholzer Hafenkanal in Richtung Tietjens Hütte

Der Osterholzer Hafenkanal ist ein Kanal zwischen der Stadt Osterholz-Scharmbeck und der Hamme in Niedersachsen.
Der Kanal verläuft parallel zur Kreisstraße 9 (K9) des Landkreises Osterholz, von der aus größere Boote auf Bootstrailern „zu Wasser gelassen“ und in die Hamme gelangen können, ohne die Marina am Ende des Kanals in Anspruch zu nehmen.
Zwischen 1765 und 1766 wurde der Osterholzer Hafenkanal unter Aufsicht des Moorkommissars Jürgen Christian Findorff gebaut. An der Kanalmündung in die Hamme entstand vermutlich in der ersten Hälfte des 19. Jahrhunderts Tietjens Hütte als Rastplatz für die Torfschiffer. Der Kanal ist rund 2 Kilometer lang, so dass sich das Hafenbecken am Stadtrand befindet.
Der Torf, den die Ortschaften Osterholz und Scharmbeck zum Heizen verwendeten, konnte auf diese Weise leichter herbeigeschafft werden. Außerdem bekam das einheimische Gewerbe die Möglichkeit, nun über Hamme und Lesum die Weser zu erreichen und damit die Chance, mit den Küstenhäfen und den südlichen Gebieten Hannovers Handel aufzunehmen. Selbst die Osterholzer Reiswerke ließen den importierten Reis über den Osterholzer Hafen umschlagen.
Die damalige Osterholzer Gemeindevertretung stellte sogar den Antrag, die Bahnverwaltung möge ein Anschlussgleis vom Bahnhof zum Hafen legen. 1905 wurde eine feste Motorbootverbindung mit Worpswede eingeführt. Nach langer guter Auslastung des Kanals ging diese in den 1930er Jahren durch veränderte Torfabnahmeverhältnisse zurück; 1952 befuhren nur noch 67 Torfschiffe den Kanal. Heute sind Hafen und Kanal nur noch von Sport- und Motorbooten belegt, wodurch er ein erhebliches Freizeit- und Touristikpotenzial für Osterholz-Scharmbeck darstellt.